# Ичнянский спиртовой завод
Ичнянский спиртовой завод (укр. Ічнянський спиртовий завод) — предприятие пищевой промышленности в городе Ичня Ичнянского района Черниговской области Украины.

## История
В советское время завод входил в число ведущих предприятий города.
После провозглашения независимости Украины завод перешёл в ведение Государственного комитета пищевой промышленности Украины.
В марте 1995 года Верховная Рада Украины внесла завод в перечень предприятий, приватизация которых запрещена в связи с их общегосударственным значением.
После создания в июне 1996 года государственного концерна спиртовой и ликёро-водочной промышленности «Укрспирт», завод был передан в ведение концерна «Укрспирт».
В январе 2003 года Кабинет министров Украины разрешил заводу начать производство высокооктановых кислородсодержащих добавок к бензину.
В июле 2010 года государственный концерн «Укрспирт» был преобразован в государственное предприятие «Укрспирт», завод остался в ведении ГП «Укрспирт».
Начавшийся в 2008 году экономический кризис осложнил положение спиртзаводов Черниговской области, объёмы производства снизились. В мае 2010 года было предложено рассмотреть вопрос о их возможном перепрофилировании.
В 2011 году началась процедура ликвидации Ичнянского спиртзавода, с начала 2012 года прекратившего производственную деятельность.
В 2014 году завод уже не функционировал.
В начале мая 2016 года Кабинет министров Украины направил на рассмотрение Верховной Рады Украины законопроект № 4536 о возможности приватизации 391 государственного предприятия (в том числе, Ичнянского спиртзавода).
В июне 2017 года была пресечена попытка хищения деталей электродвигателей из электроцеха завода.

## Деятельность
Завод производил этиловый спирт (в том числе, спирт-ректификат, спирт «Экстра», спирт «Люкс» и технический спирт), а также изоамиловый спирт для нужд химической промышленности и барду.